# Ahill

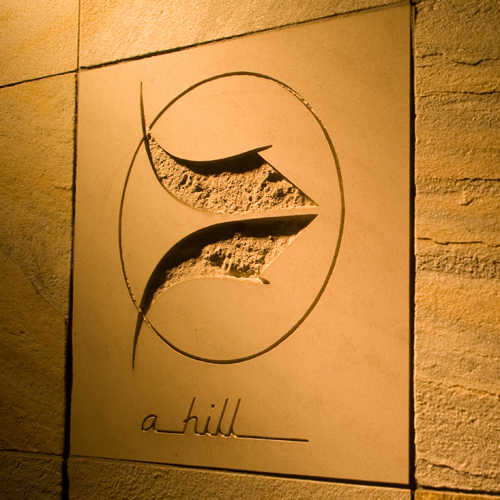
ロゴ

ahill(アヒル)は株式会社エスジーシーコーポレーションが運営するフレンチ鉄板焼きレストラン。
創業は2003年（平成15年）4月25日である。

## 店舗名の由来
よちよち歩きのアヒルの子がいつか白鳥になって飛び立てるように――

## 店舗
- ahill 西麻布
- ahill 銀座

## メディア紹介

### テレビ
- めざましテレビ　2012年11月26日
- たべコレ　2012年08月12日
- たべコレ　2012年7月8日
- ヒルナンデス!　2012年04月16日
- にけつッ!!　2012年03月07日
- にけつッ!!　2012年02月29日
- しゃべくり007　2012年01月01日
- 萌えよ！ドドドドーン！〜欲張り10連発TV〜　2011年10月07日
- シューイチ　2011年04月17日
- くだまき八兵衛X　2011年01月20日
- しゃべくり007　2010年08月16日
- ホンネの殿堂!! 紳助にはわかるまいっ　2010年08月06日
- スクール革命!　2010年08月01日
- ペケポン　2010年07月16日
- スパイスTV どーも☆キニナル!　2010年01月28日

### 書籍
- ザガット・サーベイ　東京のレストラン〈2012〉
- ザガット・サーベイ　東京のレストラン〈2011〉
- 人生食堂100軒小山 薫堂　2009年11月16日
- ザガット・サーベイ　東京のレストラン〈2010〉
- 家で作れる 有名店のプレミアハンバーグ　2009年01月05日

### 雑誌
- 東京ウォーカー　2011年12月6日号